# П'єріно — крутий чувак
«П'єріно — крутий чувак» («Pierino il fichissimo») — італійська еротична комедія 1981 року, знята режисером Алессандро Мецом, на студії «International Apollo».

## Сюжет
Тратторія Кармело приносить своєму господареві одні збитки, тому він вирішує її продати. Покупці знаходяться в особі двох арабських шейхів. Щоб справити на них враження, Кармело просить своїх друзів і знайомих зіграти ролі відвідувачів закладу перед іноземними інвесторами. Але все псує поява другорічника П'єріно — дорослого недотепи, який ніяк не може закінчити середню школу.

## У ролях
- Мауріціо Еспозіто: П'єріно
- Туччо Мусумечі: сицилійський водій вантажівки
- Адріана Руссо: Клорінда, дівчина Сальваторе
- Тоньєлла: міланський водій вантажівки
- Джанні Чіардо: Кармело, корчмар
- Граціелла Полезінанті: тітка Тереза
- Алессандра Вацолер: Кончеттіна, дружина маршала
- Ліно Спадаро: продавець шинки
- Альдо Раллі: Ромоло, батько П'єріно
- Вінченцо Крочітті: Ернесто, брат П'єріно
- Енцо Андроніко: перший араб
- Ніно Терцо: маршал
- Сандро Гіані: карабінер Сальваторе
- Сал Боргезе: другий араб
- Фульвіо Мінгоцці: перехожий
- Гастоне Пескуччі: двоюрідний брат Кармело
- Джиммі іл Феномено: дурний листоноша
- Елеонора Каджафа: Гізелла, дівчина Ернесто
- Дієго Капуччо: Артуро
- Сандра Канале: нова дружина Артуро
- Боббі Роудс: кольоровий клерк
- Стефано Граньяні: Карабінер Дженнаро
- Франка Сканьєтті: двірник Ассунта
- Кларіта Гатто: пацієнт

## Знімальна група
- Режисер: Алессандро Мец
- Сценарій: Алессандро Мец, Дардано Саккетті
- Оператор: Мауріціо Маджі
- Монтаж: Вінченцо Томассі
- Композитор: Стельвіо Чіпріані